# Eastgate
|  | Per a altres significats, vegeu «Eastgate (Washington)». |

Eastgate és una comunitat no incorporada al comtat de Churchill, Nevada, Estats Units. Es troba a la ruta estatal de Nevada 722, que abans era coneguda com Lincoln Highway. Altres noms no oficials alternatius inclouen East Gate, Eastgate Station i Gibralter Gate.
Eastgate va ser una vegada una estació de la Ruta Central Overland. El 1859 el capità James Simpson l'anomenà Eastgate per la forma dels turons que formen un coll.